# Аксуат (Северо-Казахстанская область)
Аксуат (каз. Ақсуат) — село в Тимирязевском районе Северо-Казахстанской области Казахстана. Административный центр и единственный населённый пункт Аксуатского сельского округа. Код КАТО — 596233100.

## История
Основано в 1954 г. как отделение совхоза «Дзержинский». С 1979 г. — центральная усадьба совхоза «Аксуат». С 1980 по 1988 г. — административный центр Целинного района.

## Население
В 1999 году население села составляло 1653 человека (817 мужчин и 836 женщин). По данным переписи 2009 года в селе проживало 1099 человек (536 мужчин и 563 женщины).